# Ruta Estatal de California 63
La Ruta Estatal de California 63, y abreviada SR 63 (en inglés: California State Route 63) es una carretera estatal estadounidense ubicada en el estado de California. La carretera inicia en el Sur desde la SR 137     en Tulare hacia el Norte en la SR 180  cerca de Squaw Valley. La carretera tiene una longitud de 61,2 km (38.043 mi). La Ruta 63 está dividida en varios segmentos, y su longitud no refleja la longitud de la SR 198 para que sea una ruta continua.

## Mantenimiento
Al igual que las autopistas interestatales, y las rutas federales y el resto de carreteras estatales, la Ruta Estatal de California 63 es administrada y mantenida por el Departamento de Transporte de California por sus siglas en inglés Caltrans.

## Cruces
La Ruta Estatal de California 63 es atravesada principalmente por la  SR 198     en Visalia
 SR 201     cerca de Orosi.
| Condado | Localidad   | Miliario                                   | Destinos                                                      | Notas                                   |
| --- | ----------- | ------------------------------------------ | ------------------------------------------------------------- | --------------------------------------- |
| Tulare TUL 0.00-R30.08 | Tulare      | 0.00                                       | Mooney Boulevard                                              | Continuación más allá de la SR 137      |
| Tulare TUL 0.00-R30.08 | Tulare      | 0.00                                       | SR 137 (Avenida Tulare) SR 99                                 |                                         |
| Tulare TUL 0.00-R30.08 | Visalia     | 6.01                                       | CR J30 (Avenida Caldwell)                                     |                                         |
| Tulare TUL 0.00-R30.08 | Visalia     | 6.99                                       | Avenida Walnut                                                |                                         |
| Tulare TUL 0.00-R30.08 | Visalia     | L7.97 R8.75                                | SR 198 oeste / Mooney Boulevard                               | Interchange; extremo Sur de la SR 198   |
| Tulare TUL 0.00-R30.08 | Visalia     | Extremo Sur de la autopista en la SR 198   |                                                               |                                         |
| Tulare TUL 0.00-R30.08 | Visalia     | Extremo Norte de la autopista en la SR 198 |                                                               |                                         |
| Tulare TUL 0.00-R30.08 | Visalia     | R9.97 7.98                                 | SR 198 este / Calle Locust                                    | Interchange; extremo Norte de la SR 198 |
| Tulare TUL 0.00-R30.08 | Visalia     | CR J32 (Avenida Murray)                    |                                                               |                                         |
| Tulare TUL 0.00-R30.08 | Visalia     | R9.10                                      | CR J15 (Avenida Houston) a SR 216                             |                                         |
| Tulare TUL 0.00-R30.08 |             | 12.13                                      | CR J34 (Avenida 328) – Ivanhoe, Woodlake                      |                                         |
| Tulare TUL 0.00-R30.08 |             | CR J36 (Avenida 368)                       |                                                               |                                         |
| Tulare TUL 0.00-R30.08 |             | R19.19                                     | SR 201 este } CR J38 (Avenida 384) – Yettem, Woodlake, Dinuba | Extremo Sur de la SR 201                |
| Tulare TUL 0.00-R30.08 |             | 21.57                                      | SR 201 oeste (Avenida 400) – Kingsburg                        | Extremo Norte de la SR 201              |
| Tulare TUL 0.00-R30.08 | Orosi       | 23.57                                      | CR J40 (El Monte Way)                                         |                                         |
| Tulare TUL 0.00-R30.08 |             | Avenue 448 – Reedley                       |                                                               |                                         |
| Fresno FRE 0.00-8.36 | Orange Cove | 0.00                                       | CR J19 (Hills Valley Road) / Park Boulevard – Orange Cove     |                                         |
| Fresno FRE 0.00-8.36 |             | 8.36                                       | SR 180 (Kings Canyon Road) – Cañón de los Reyes, Fresno       |                                         |
| 1.000 mi = 1.609 km; 1.000 km = 0.621 mi Cerrada/Antigua • Terminal concurrente • Acceso incompleto • Propuesta/Sin abrir |             |                                            |                                                               |                                         |

1. 1 2  Indica que el miliario representa la longitud de la SR 198 y no la de la SR 63.